# Стокмаркнес
Стокмаркнесо файле — маленький город на острове Хадсель в фюльке Нурланн в Норвегии. Является центром коммуны Хадсель. Получил статус города в 2000 году. В нем базируется Хуртигрутен. Региональный госпиталь региона Вестеролен расположен в Стокмарнесе. В 2009 году в Стокмаркнесе насчитывалось 3148 жителей.

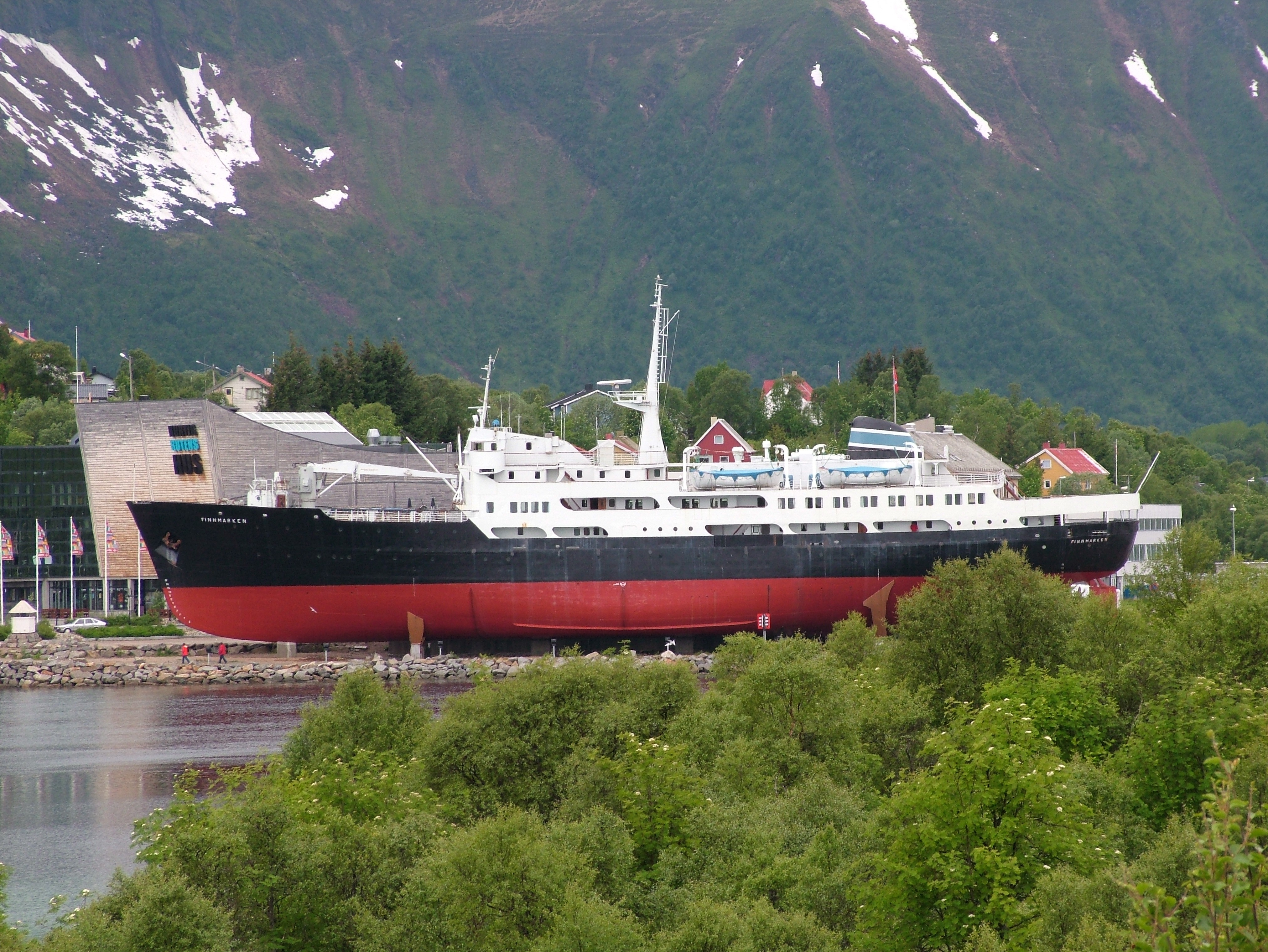
Музей берегового экспресса (Хуртигрутена) в Стокмаркнесе

Стокмаркнес является домом для норвежской рок-н-ролльной группы Мадругада, так же здесь расположен музей берегового экспресса, расположенный на борту корабля-музея «Финнмаркен».